# Castelo de Exeter
O Castelo de Exeter, também conhecido como Castelo de Rougemont, é o castelo histórico da cidade de Exeter em Devon na Inglaterra. Foi construído no canto norte das muralhas da cidade romana começando em, ou pouco depois, do ano 1068, seguindo a rebelião de Exeter contra William, o Conquistador.